# Danh sách câu lạc bộ bóng đá ở Cộng hòa Trung Phi
Đây là danh sách các câu lạc bộ bóng đá ở Cộng hòa Trung Phi.
Về danh sách đầy đủ, xem Thể loại:Câu lạc bộ bóng đá Cộng hòa Trung Phi

## A
- Anges de Fatima
- Asset Gobongo
- Association Sportive des Commerçants
- AS Kpéténé Star
- AS Tempête Mocaf

## C
- Castel Foot

## D
- Diplomates Football Club du 8ème Arrondissement

## E
- Espérance FC du 5ème Arrondissement

## O
- Olympic Real de Bangui

## S
- SCAF Tocages
- Sporting Club de Bangui
- Stade Centrafricain

## U
- TP USCA Bangui